# Thomas Stewart (cyclisme)
Pour les articles homonymes, voir Stewart et Thomas Stewart.
Thomas "Tom" Stewart (né le 9 janvier 1990 à Doncaster) est un coureur cycliste britannique.

## Palmarès sur route
- 2014
  - 2e de l'Arno Wallaard Memorial
- 2015
  - 2e du Beaumont Trophy
- 2016
  - Lincoln Grand Prix
  - Velothon Wales
- 2017
  - 4e étape du Szlakiem Walk Majora Hubala
- 2018
  - Classement général du Tour de Normandie
- 2019
  - Lincoln Grand Prix
  - 2e du Slag om Norg

## Classements mondiaux
| Année            | 2014 | 2015 | 2016 | 2017 | 2018 |
| ---------------- | ---- | ---- | ---- | ---- | ---- |
| UCI Oceania Tour |      |      |      |      | 74e  |
| UCI Asia Tour    |      |      |      | 103e |      |
| UCI America Tour |      |      |      |      | 462e |
| UCI Europe Tour  | 344e | 408e | 191e | 729e | 740e |